# Gaston Van Volxem
Gaston Louis Van Volxem (ur. 24 kwietnia 1895 w Brukseli, zm. ?) – belgijski hokeista, dwukrotny olimpijczyk.

## Występy na IO
| Rok  | Igrzyska Olimpijskie | Konkurencja     | Wyniki     |
| 1920 | Antwerpia 1920       | hokej na lodzie | 5. miejsce |
| 1924 | Chamonix 1924        | hokej na lodzie | 7. miejsce |